# أشلي هاتش
آشلي ماري هاتش (من مواليد 25 مايو 1995) لاعبة كرة قدم أمريكية محترفة، تلعب في خانة المهاجم في فريق واشنطن سبيريت في الدوري الوطني لكرة القدم للسيدات ومنتخب الولايات المتحدة لكرة القدم للسيدات.
لعبت هاتش كرة القدم الجامعية لفريق جامعة بريغهام يونغ كوغارز قبل أن يتم اختيارها من قبل فريق كوريغ كثاني اختيار في مسودة الدوري الوطني لكرة القدم للسيدات لعام 2017. ساعدت فريق كوريغ في الفوز بدرع الدوري الوطني لكرة القدم للسيدات في ذلك الموسم، وحصلت على لقب أفضل لاعبة صاعدة في الدوري الوطني لكرة القدم للسيدات. في الموسم التالي، تم تداولها مع فريق سبيريت، حيث فازت بجائزة الحذاء الذهبي لرابطة كرة القدم النسائية الوطنية وبطولة بطولة رابطة كرة القدم النسائية الوطنية في عام 2021.

## نشأتها
ولدت أشلي هاتش في 25 مايو 1995 في غيلبرت في الولايات المتحدة.

## مسيرتها الجامعية
التحقت هاتش بجامعة بريغام يونغ حيث لعبت لفريق كرة القدم النسائية من عام 2013 إلى عام 2016 في مؤتمر الساحل الغربي. خلال موسمها الأول، بدأت في جميع المباريات، وسجلت ستة أهداف وقدمت سبع تمريرات حاسمة. واحتلت المرتبة 82 في قائمة أفضل 100 طالبة جديدة من أفضل لاعبة كرة القدم. خلال موسمها الثاني في عام 2014، سجلت هاتش 15 تسديدة في مباراة واحدة رقمًا قياسيًا جديدًا في المدرسة. تعادلت أهدافها الثامن وعشرين مع خامس أعلى رقم في تاريخ موقع ويب توبدراويرسوكسير. سجلت أهدافًا متعددة في خمس مباريات احتلت المرتبة الثانية في تاريخ البرنامج والأولى منذ عام 1996. احتلت هاتش المرتبة التاسعة من حيث الأهداف المسجلة في المباراة الواحدة والنقاط في المباراة الواحدة وإجمالي الأهداف المسجلة في المباراة الواحدة على مستوى البلاد. تم اختيارها كلاعبة الأسبوع من قبل إي إس بي إن.كوم في 15 أكتوبر،
كطالبة في السنة الثالثة في عام 2015، بدأت هاتش في 10 من أصل 13 مباراة لعبتها. تعرضت لإصابة منعتها من اللعب لمعظم الموسم. سجلت أربعة أهداف - بما في ذلك ثلاثة أهداف الفوز - وسجلت تمريرتين حاسمتين. تم تصنيف هاتش كأفضل لاعبة في مؤتمر الساحل الغربي من قبل موقع ويب توبدراويرسوكسير في عامي 2015 و2016. خلال موسمها الأخير، سجلت هاتش ثلاثية ضد ولاية بنسلفانيا في أغسطس وتم اختيارها كلاعبة الأسبوع من قبل إي إس بي إن للمرة الثانية. كما تم اختيارها كلاعبة الأسبوع في الرابطة الوطنية لرياضة الجامعات. بدأت هاتش في جميع المباريات العشرين، وسجلت 19 هدفًا وسجلت ست تمريرات حاسمة خلال الموسم. تم اختيارها كنصف نهائي لكأس هيرمان وتم تصنيفها كسابع أفضل لاعبة في البلاد من قبل موقع ويب توبدراويرسوكسير.

## مسيرة النادي

### نورث كارولاينا كوريج
تم اختيار هاتش من قبل فريق نورث كارولينا كوريج لتكون ثاني لاعبة في مسودة الدوري الوطني لكرة القدم للسيدات لعام 2017. ووقعت مع الفريق في 10 أبريل 2017. ظهرت لأول مرة مع النادي في مباراته الثانية لموسم 2017، والتي انتهت بفوز الفريق على بورتلاند ثورنز بنتيجة 1-0 في 17 أبريل. سجلت هاتش هدفها الأول في 3 يونيو خلال فوز الفريق على كانساس سيتي بنتيجة 2-0. وخلال مباراة ضد بوسطن بريكرز في 24 يونيو، سجلت هدف الفوز لفريق كوريج الذي انتهى بفوز الفريق بنتيجة 1-0. وسجلت هدفي الفوز في مباراتين ضد سياتل رين في 8 يوليو وفريق واشنطن سبيريت في 19 أغسطس. أنهى فريق الموسم في المركز الأول بسجل 16-7-1 وفاز بدرع الدوري الوطني لكرة القدم للسيدات وكان أول فريق يضمن مكانًا في تصفيات الدوري الوطني لكرة القدم للسيدات بعد فوزه 4-0 على هيوستن داش حيث سجلت هاتش الهدف الرابع. سجلت هاتش سبعة أهداف في 24 مباراة لها مع كوريج. بعد هزيمة شيكاغو ريد ستارز 1-0 في نصف النهائي والتقدم إلى نهائي بطولة الدوري الوطني لكرة القدم للسيدات، خسر الشجاعة 1-0 أمام بورتلاند ثورنز إف سي. تم اختيار هاتش كأفضل لاعبة صاعدة في الدوري الوطني لكرة القدم للسيدات بعد تسجيلها سبعة أهداف (بما في ذلك ثلاثة أهداف فوز) وتمريرة حاسمة واحدة في موسمها الاحترافي الأول، مما ساعد الشجاعة على الفوز بدرع الدوري الوطني لكرة القدم للسيدات لعام 2017.

### ملبورن سيتي
في أكتوبر 2017، انضمت هاتش إلى نادي ملبورن سيتي، حامل لقب دوري السيدات، لموسم 2017-2018. وكانت لاعبة أساسية في تشكيلة بطلات الدوري، حيث شاركت في 14 مباراة وسجلت هدفين. وقد قاد نجاح سيتي إلى النهائي الكبير ضد نادي سيدني إف سي، حيث ساهمت هاتش في فوز سيتي باللقب الثالث على التوالي.

### واشنطن سبيريت
في يناير 2018، انتقلت هاتش إلى واشنطن سبيريت مع زميلتها تايلور سميث مقابل كريستال دان. ظهرت لأول مرة مع النادي في 24 مارس 2018، في مباراة خسرها الفريق بنتيجة 2-1 أمام سياتل رين. أنهت الموسم بأعلى رصيد في الفريق بأربعة أهداف وتمريرة حاسمة واحدة في 22 مباراة، حيث احتل فريق سبيريت المركز الثامن من بين تسعة فرق. بدأت هاتش جميع مباريات موسم 2019، مسجلةً نفس عدد أهدافها كلاعبة مبتدئة بإحرازها سبعة أهداف وتمريرتين حاسمتين. احتل فريق واشنطن المركز الخامس، وغاب عن التصفيات.
ألغى الدوري الوطني لكرة القدم للسيدات الموسم لعام 2020 بسبب جائحة كوفيد-19، وبدلًا من ذلك أقيمت بطولتين، كأس التحدي وسلسلة الخريف. شاركت هاتش في جميع المباريات الخمس مع فريق سبيريت في كأس التحدي، مسجلةً هدفًا واحدًا وتمريرة حاسمة واحدة. سجلت ركلة الجزاء في الخسارة بركلات الترجيح أمام سكاي بلو إف سي في ربع النهائي.
سجلت هاتش هدفين لفريق سبيريت في فوز 2-0 على فريقها السابق نورث كارولينا كوريج في 10 يوليو 2021. أنهت الموسم لعام 2021 كأفضل هدافة في الدوري الوطني لكرة القدم للسيدات، وفازت بالحذاء الذهبي برصيد 10 أهداف في 20 مباراة. ساعدت سبيريت على احتلال المركز الثالث في الدوري. في التصفيات، سجلت هدف الفوز في فوز 1-0 على نورث كارولينا في الوقت الإضافي في ربع النهائي، حيث أنهت الكرة المرتدة لتسديدة ترينيتي رودمان. واصلت واشنطن الفوز ببطولة الدوري الوطني لكرة القدم للسيدات، حيث هزمت شيكاغو ريد ستارز 2-1 في الوقت الإضافي. تم اختيارها ضمن أفضل 11 لاعبة في الدوري الوطني لكرة القدم للسيدات في نهاية الموسم.
قبل انطلاق الموسم لعام 2022، قادت هاتش فريق سبيريت إلى نهائي كأس التحدي لدوري كرة القدم الوطني للسيدات لعام 2022، مسجلةً ستة أهداف في 8 مباريات. سجلت ركلة جزاء في فوز الفريق بركلات الترجيح على فريق أو إل رين في نصف نهائي كأس التحدي، وسجلت في المباراة التي خسرها الفريق بنتيجة 2-1 أمام فريق نورث كارولينا كوريج في النهائي. تصدرت هاتش قائمة الهدافين لفريق واشنطن برصيد 9 أهداف ثلاثة أهداف منها من ركلات جزاء في 18 مباراة في الموسم لعام 2022. بالرغم من ذلك تراجع فريق سبيريت إلى المركز الحادي عشر من بين 12 فريقًا.
في الموسم لعام 2023 سجلت هاتش 11 هدفًا منها خمسة أهداف من ركلات جزاء، مع تمريرتين حاسمتين في 22 مباراة. احتلت واشنطن المركز الثامن من بين 12 فريقًا. كما سجلت هدفين في 4 مباريات في كأس التحدي لدوري كرة القدم الوطني للسيدات لعام 2023. تم اختيارها ضمن التشكيلة الأساسية الثانية لدوري كرة القدم للسيدات الوطني بعد الموسم.
شاركت هاتش في 24 مباراة في الموسم لعام 2024، مسجلةً سبعة أهداف، ثلاث أهداف منها من ركلات جزاء، مع ثلاثة تمريرات حاسمة. احتلت واشنطن المركز الثاني في الدوري خلف أورلاندو برايد. بدأت جميع مباريات التصفيات الثلاث، وسجلت ركلة الجزاء الأولى في فوز بركلات الترجيح على نادي غوثام إف سي في نصف النهائي، قبل أن تخسر 1-0 أمام أورلاندو في مباراة اللقب. نمكن واشنطن سبيريت من الثأر لخسارته في البطولة بفوزها على أورلاندو في كأس التحدي لدوري كرة القدم للسيدات الوطني لعام 2025 بركلات الترجيح. سجلت هاتش ركلة الجزاء الافتتاحية لفريق سبيريت في ركلات الترجيح.

## مسيرتها الدولية
ظهرت هاتش لأول مرة مع المنتخب الوطني الأول للولايات المتحدة في 19 أكتوبر 2016، في مباراة ودية ضد منتخب سويسرا لكرة القدم للسيدات، وظهرت للمرة الثانية في 5 أبريل 2018، ضد منتخب المكسيك لكرة القدم للسيدات. في 23 أغسطس 2018، تم اختيار هاتش ضمن تشكيلة منتخب الولايات المتحدة تحت 23 عامًا لبطولة الشمال الأوروبي 2018. في 9 نوفمبر 2021، تم اختيار هاتش ضمن تشكيلة منتخب الولايات المتحدة للسيدات لخوض مباراتين وديتين في أستراليا. في أول مباراتين ضد أستراليا، سجلت هاتش بعد 24 ثانية من بداية المباراة، مسجلةً أول هدف دولي لها.

## حياتها الشخصية
وُلدت هاتش في كاليفورنيا، ونشأت في يوتا وأريزونا. لديها ثلاثة أشقاء أصغر منها سنًا. وهي عضو في كنيسة يسوع المسيح لقديسي الأيام الأخيرة ودرست في جامعة بريغهام يونغ. تزوجت هاتش من جيف فان بورين عام 2019. في يوليو 2024، كانت واحدة من خمس لاعبات نشطات في دوري كرة القدم للسيدات الوطني مثّلن رابطة لاعبات الدوري في المفاوضات النهائية في فيلادلفيا، والتي حُدِّثت بموجبها اتفاقية المفاوضة الجماعية للدوري حتى عام 2030.

## وصلات خارجية
- أشلي هاتش على موقع قاعدة بيانات كرة القدم.إي يو (الإنجليزية)
- أشلي هاتش على موقع Soccerway.com (الإنجليزية)